# Leionucula
Leionucula is een geslacht van tweekleppigen uit de  familie van de Nuculidae.

## Soorten
- Leionucula albensis (d'Orbigny, 1844) †
- Leionucula bellotii (A. Adams, 1856)
- Leionucula inflata (Hancock, 1846)
- Leionucula ovatotruncata Scarlato, 1981
- Leionucula strangei (A. Adams, 1856)
- Leionucula strangeiformis (Dell, 1956)